# Самоанська мова
Самоанська мова — мова самоанців, поширена в Самоа і Американському Самоа, в яких, разом з англійською, є офіційною мовою. Відноситься до полінезійської групи малайсько-полінезійсько Центральної підгрупи австронезійської мовної сім'ї.
У світі налічується 370388 осіб, що говорять по-самоанськи, половина з яких проживає на Самоа. На другому місці знаходиться Нова Зеландія (зокрема, Окленд), що має велику самоанську діаспору (114 435 осіб, з яких 81036 знають Самоа).
За даними проведеного в 2001 році перепису, 22711 людей, що говорять по-самоанськи, проживало в Австралії. Самоанська мова використовує латинську графіку — 18 букв, з яких три (H, K, R) зустрічаються тільки в запозичених словах.

## Лінгвістична характеристика

### Фонетика

#### Приголосні
У самоанській мові виділяють 13 приголосних фонем:
| Приголосні | Приголосні | Приголосні | Губні | Губно-зубний | Зубні | задньоязикові | Фарингальний |
| ---------- | ---------- | ---------- | ----- | ------------ | ----- | ------------- | ------------ |
| Шумні      | Вибухові   | Дзвінкі    |       |              |       |               | '            |
| Шумні      | Вибухові   | Глухі      | p     |              | t     | k             |              |
| Шумні      | Щілинні    | Дзвінкі    |       | v            |       |               |              |
| Шумні      | Щілинні    | Глухі      |       | f            | s     |               | h            |
| Сонорні    | Носові     | Носові     | m     |              | n     | ŋ             |              |
| Сонорні    | Бічні      | Бічні      |       |              | l     |               |              |
| Сонорні    | Тремтячі   | Тремтячі   |       |              | r     |               |              |

#### Орфографія
У 1834 році для самоанської мови був розроблений алфавіт на основі латинської графіки, що складається з 14 букв. Ймовірно, до цього часу мова не мала писемності.
Крім букв, включених в алфавіт, в іноземних словах використовуються також букви «he», «ka» і «ro», передають приголосні звуки [h], [k] і [r] відповідно. Гортанне зімкнення передається знаком «'».
| Буква | IPA       | Назва |
| ----- | --------- | ----- |
| Aa    | [a], [a:] | a     |
| Ee    | [e], [ɛ:] | e     |
| Ii    | [i], [i:] | i     |
| Oo    | [o], [o:] | o     |
| Uu    | [u], [u:] | u     |
| Ff    | [f]       | fa    |
| Gg    | [ŋ]       | nga   |

| Буква | IPA      | Назва |
| ----- | -------- | ----- |
| Ll    | [l]      | la    |
| Mm    | [m]      | mo    |
| Nn    | [n]      | nu    |
| Pp    | [p]      | pi    |
| Ss    | [s]      | sa    |
| Tt    | [t], [k] | ti    |
| Vv    | [v]      | vi    |

## Лексика

### Найпоширеніші слова
| Самоа      | Українська           |
| ---------- | -------------------- |
| upu        | слово                |
| talofa     | Привіт               |
| igoa       | ім'я                 |
| lelei      | хороший              |
| fanua      | земля                |
| lagi       | небо                 |
| alofa      | любити               |
| vai        | вода                 |
| afi        | вогонь               |
| tagata     | людина               |
| tane       | чоловік              |
| fafine     | жінка                |
| tina       | мати                 |
| atua       | бог                  |
| 'ai        | їсти                 |
| inu        | пити                 |
| tele       | великий              |
| la'ititi   | маленький            |
| po         | ніч                  |
| aso        | день                 |
| tausaga    | рік                  |
| fale       | будинок              |
| lalolagi   | світ                 |
| tupe       | гроші                |
| taua       | війна                |
| fesili     | запитати             |
| malamalama | розуміти             |
| tusi       | книга                |
| tusitusi   | писати               |
| fa'afetai  | Дякую                |
| tofa       | Бувай / до побачення |

### Числа
| числом    | Самоа                      | Українська |
| --------- | -------------------------- | ---------- |
| 0         | selo                       | нуль       |
| 1         | tasi                       | один       |
| 2         | lua                        | два        |
| 3         | tolu                       | три        |
| 4         | fa                         | чотири     |
| 5         | lima                       | п'ять      |
| 6         | ono                        | шість      |
| 7         | fitu                       | сім        |
| 8         | valu                       | вісім      |
| 9         | iva                        | дев'ять    |
| 10        | sefulu                     | десять     |
| 11        | sefulu ma le tasi          | одинадцять |
| 12        | sefulu ma le lua           | дванадцять |
| 20        | luafulu або lua sefulu     | двадцять   |
| 30        | tolugafulu або tolu sefulu | тридцять   |
| 40        | fagafulu або fa sefulu     | сорок      |
| 50        | limagafulu або lima sefulu | п'ятдесят  |
| 60        | onogafulu або ono sefulu   | шістдесят  |
| 70        | fitugafulu або fitu sefulu | сімдесят   |
| 80        | valugafulu або valu sefulu | вісімдесят |
| 90        | ivagafulu або iva sefulu   | дев'яносто |
| 100       | selau                      | сто        |
| 1000      | afe                        | тисяча     |
| 1,000,000 | miliona                    | мільйон    |